# Högerstudenterna vid Stockholms universitet
Högerstudenterna vid Stockholms universitet var ett kårparti vid Stockholms universitets studentkår 2003-2007.[källa behövs]
Fram till slutet av 1960-talet var Högerstudenterna namnet på den studentförening som sedan bytte namn till Fria Moderata Studentföreningen i Stockholm. Kårpartiet hade trots sitt namn inte hade någon anknytning till FMS-Stockholm eller någon annan moderat organisation, kårpartiet hade kopplingar till Högerpartiet de konservativa.
Partiet ställde upp i sitt första kårval 2003 och fick 260 röster (7,6 %) och vann därigenom 3 av kårfullmäktiges totalt 41 mandat. Vid kårvalet 2004 ökade Högerstudenterna till 378 röster (11,4 %) och 5 mandat. I 2005 års kårval fick partiet 151 röster (5,8 %) vilket gav 3 mandat. Partiet fick inga röster 2006 och bara 33 röster (1,4 %) 2007, vilket inte räckte till något mandat.